# Bactrocera penecognata
Bactrocera penecognata är en tvåvingeart som beskrevs av Drew och Albany Hancock 1994. Bactrocera penecognata ingår i släktet Bactrocera och familjen borrflugor. Inga underarter finns listade.